# Junkers Ju 46

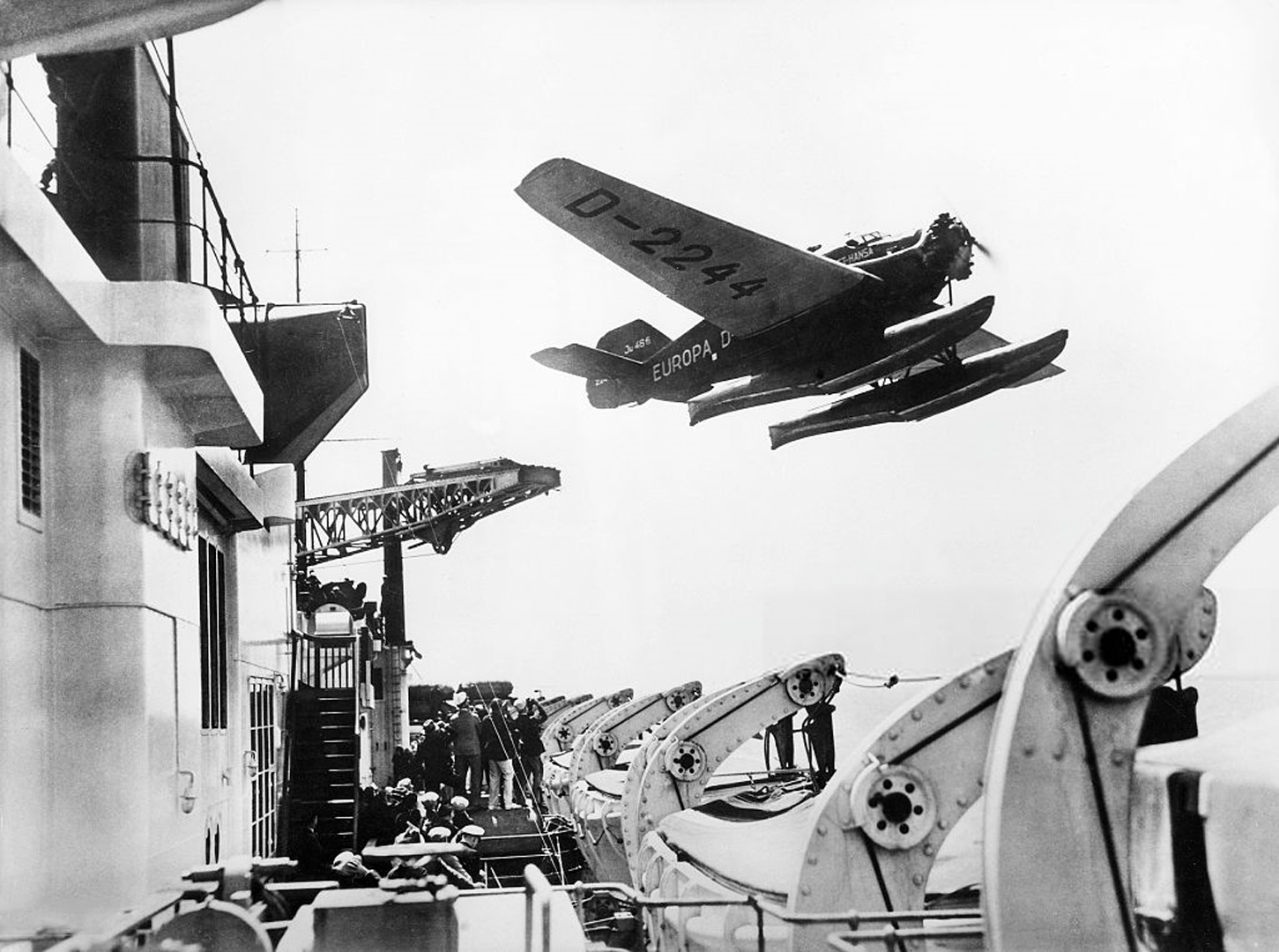
Katapultstart der Junkers Ju 46 Europa (D-2244) 1932 von der Europa

Die Junkers Ju 46 war ein einmotoriges, als Tiefdecker für Katapultstarts ausgelegtes Wasserflugzeug des deutschen Herstellers Junkers. Es diente zur Beschleunigung der Postbeförderung zwischen Deutschland und den USA. Vier der fünf gebauten Flugzeuge wurden mit Hilfe von Katapulten von Passagierschiffen aus gestartet. Die Versanddauer der Post konnte dadurch um bis zu zwei Tage verkürzt werden.

## Geschichte
Die Ju 46 wurde nach einer Anregung der Deutschen Luft Hansa A.G. (DLH) als katapultstartfähige Variante der W 34 entwickelt. Die ersten Serienmuster wurden 1932 geliefert und ersetzten die bis dahin verwendeten Heinkel HE 12 und Heinkel HE 58.
Primärer Zweck dieses Typs war, die Postverbindung über den Atlantischen Ozean zu beschleunigen. Dazu hatte der Norddeutsche Lloyd auf seinen Schnelldampfern Bremen und Europa Druckluftkatapulte eingebaut, die die Ju 46 bei einem Abfluggewicht von 3200 kg in 20 m auf etwa 110 km/h beschleunigen konnte. Der Start dieser Flugzeuge war für die Passagiere der Dampfer ein besonderes Erlebnis.

## Konstruktion
Die Ju 46 war ein Ganzmetallflugzeug mit einer geschlossenen zweisitzigen Pilotenkanzel. Gegenüber der W 34 wurde das Leitwerk vergrößert, um die Steuerbarkeit bei langsamem Flug direkt nach dem Katapultstart zu verbessern. Die auffällige rote Signalfarbe der Flugzeuge erleichterte die Rettung, falls die Flugzeuge einmal notwassern mussten. Die beiden ersten Maschinen waren mit einem 9-Zylinder-Pratt & Whitney Hornet T2D1-Sternmotor mit 600 PS (441 kW) ausgerüstet und wurden als Ju 46fi bezeichnet. Die drei späteren erhielten BMW-132-Hornet-C mit 635 PS (478 kW) und das Kürzel Ju 46hi.

## Einsätze
Am 9. Mai 1932 wurde von der Europa erstmals eine Ju 46 für einen Postvorausflug eingesetzt. Mit der Besatzung Joachim Blankenburg/Karl Kirchhoff führte die D-2244 Europa 18 Vorausflüge in der Saison durch. 1933 folgten 18 weitere mit einer neuen Besatzung.
Die Bremen, die 1932 die Heinkel HE 58 als Ersatz für die abgestürzte Heinkel HE 12 übernommen hatte, erhielt 1933 die Junkers Ju 46 D-2271 Bremen und setzte sie 16-mal ein.
1934 erhielten beide Schnelldampfer neue Junkers Ju 46 mit deutschen Lizenz-Motoren. D-3411/D-UBUS Europa führte in der Saison 1934 bzw. 1935 18 bzw. 16 Flüge durch. Die D-UHYL Bremen unter Siegfried Graf Schack von Wittenau und Paul Dierberg absolvierte in der Saison 1934 und 1935 je 18 Flüge. Diese Maschine startete auch am 9. Oktober 1935 zum letzten (201.) Postvorausflug 1028 km vor Southampton.
Von den beiden 1934 aus dem Katapultpostdienst ausgeschiedenen Maschinen kam D-2244 Europa als Landflugzeug D-OKUV Mars in den Postdienst der Lufthansa, während D-2271 Bremen ab Januar 1934 als PP-CAU Tocantins bei der Syndicato Condor in Brasilien zum Einsatz kam, aber schon am 5. Februar 1936 verloren ging.
Die 1935 ausgeschiedenen Maschinen blieben bei der Lufthansa weiterhin als D-OBRA Bremen und D-OLMP zusammen mit der (5.) Reservemaschine D-UBUS Jupiter  – die lediglich vier Zubringerflüge von Köln nach Cherbourg im Atlantikdienst absolviert hatte – als Schwimmerflugzeuge im Dienst. Jetzt kamen sie mit einer Passagiereinrichtung im Postdienst in den baltischen Staaten und im Seebäderflugdienst zum Einsatz. Die beiden Bordflugzeuge wurden 1939 an den Hansa Flugdienst verkauft. Die Reservemaschine gelangte kurz nach Kriegsbeginn als PP-CBK Linguua in den Dienst der Condor in Brasilien, wo sie am 1. Juni 1945 durch Bruch ausschied.
Das erste Flugzeug wurde der DLH vom Reichsverkehrsministerium als Versuchsflugzeug zugeteilt, die übrigen vier wurden käuflich erworben. Als Katapultflugzeug flog die Ju 46 von 1932 bis 1936 250.000 km bei der DLH, als Landflugzeug 850.000 km bis 1939.

## Flugzeuge
- W.-Nr. 2715, März 1932 als D-2244 an DLH, 1934 Landflugzeug D-OKUV, 1936 an RLM, 29. September 1941 Bruch bei FFS A/B 7
- W.-Nr. 2720, Juli 1932 als D-2271 an DLH, Januar 1934 als PP-CAU an Syndicato Condor, 6. Februar 1936 Absturz
- W.-Nr. 2744, 1. Juni 1933 als D-2419 an DLH, 1934 D-UGUS, 1936 D-OLMP, 18. November 1939 an Syndicato Condor PP-CBK, 1. Juni 1945 Bruch
- W.-Nr. 2745, 17. Juni 1933 als D-2491 an DLH, 1934 D-UHYL, 1938 D-OBRA, Anfang 1939 an Hansa Flugdienst, bei Kriegsbeginn an Luftwaffe
- W.-Nr. 2773, Januar 1934 als D-3411 an DLH, 1934 D-UBUS, 30. April 1938 an Hansa Flugdienst, bei Kriegsbeginn an Luftwaffe[2]

## Technische Daten
| Kenngröße             | Daten der Junkers Ju 46 |
| --------------------- | --- |
| Verwendungszweck      | Postflugzeug |
| Besatzung             | 2 |
| Passagiere            | – |
| Länge                 | 11,10 m |
| Spannweite            | 18,00 m |
| Höhe                  | 4,15 m |
| Flügelfläche          | 44,00 m² |
| Flügelstreckung       | 7,4 |
| Rüstmasse             | 1975 kg (Katapultflugzeug), 1830 kg (Landflugzeug)                                                                                              |
| Startmasse            | 3200 kg |
| Höchstgeschwindigkeit | 235 km/h |
| Dauergeschwindigkeit  | 195 km/h |
| Landegeschwindigkeit  | 115 km/h |
| Steigzeit auf 1000 m  | 3,5 min |
| Steigleistung         | 4,70 m/s |
| Dienstgipfelhöhe      | 4200 m |
| Reichweite            | 2000 km |
| Triebwerk             | 1 × 9-Zylinder-Sternmotor-Pratt & Whitney Hornet T2D1 mit 600 PS (ca. 440 kW) oder 1 × BMW 132-Pratt & Whitney Hornet E mit 650 PS (ca. 480 kW) |